# Basamento (architettura)

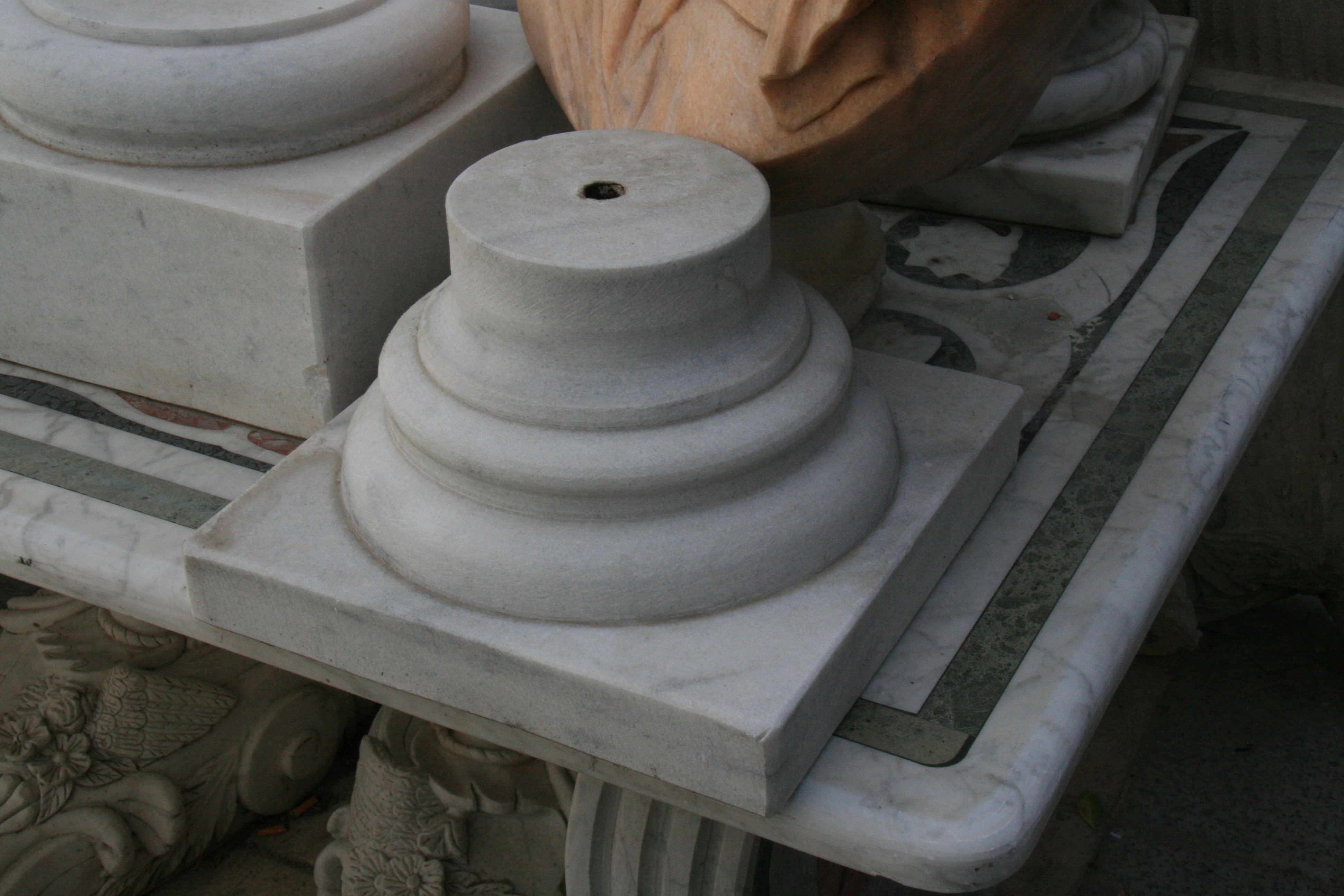
Basamento di una colonna.

Il basamento in architettura indica una piattaforma che sostiene un edificio, in parte come elemento di fondazione e in parte come elemento architettonico visibile, su cui poggia l'elevato. 
Il basso basamento tipico dei templi greci prende il nome di crepidine (generico) o crepidoma (a gradini), dove il piano su cui poggiano le colonne è detto stilobate, mentre quello più alto e dominante dei templi romani ha il nome di podio.
Può anche indicare la parte inferiore dell'edificio, anche costituita da più piani, con forme architettoniche distinte dai piani superiori.
Può infine trattarsi di un elemento autonomo che ha funzione di supporto di una statua o a una decorazione, o a qualsiasi altro oggetto, di grandi o piccole dimensioni. Nel piedistallo può essere anche un sinonimo di zoccolo.